# Only the Lonely
"Only the Lonely (Know How I Feel)" es una canción de 1960 escrita por Roy Orbison y Joe Melson. Grabada por Orbison, la canción se convirtió en su primer gran éxito. Como una balada de ópera rock, su sonido era desconocido en esa época, descrita por el New York Times como la expresión de "una apretada, impulsada por la urgencia". La canción ha sido considerada como un gran acontecimiento en la  evolución del Rock and Roll.

## Lanzamiento
Lanzada como un sencillo de 45rpm por la compañía discográfica Monument Records en mayo de 1960, "Only The Lonely" fue número dos en la lista pop de Estados Unidos (Billboard) y el número catorce en la de R&B, también fue número uno en el Reino Unido. Se mantuvo en las listas británicas durante más de 6 meses.
Se caracterizó por ser más larga que la mayoría de las canciones pop y country de la época, y además tenía una estructura inusual.

## Reconocimientos
En 1999, "Only The Lonely", fue premiada con una mención en el Salón de la Fama del Grammy. En 2004, la revista "Rolling Stone la situó en el puesto n.º 232 en la lista de las 500 mejores canciones de todos los tiempos.

## Versiones de otros artistas
- Elisa Rego, álbum "Temperamental" (℗ 2005).
- Chris Isaak, álbum "Baja Sessions".